# 李祖钦
李祖钦（?—?），北齐、北周、隋朝官员，北齐文宣帝高洋皇后李祖娥的亲弟弟，出身赵郡李氏。李希宗的幼子。
李祖钦在北齐官至光禄卿，封竟陵王。他有两个女儿，一个嫁给了北齐后主高纬，初封为左昭仪，后晋升为左娥英；另一个女儿嫁给了琅玡王高俨作为正妃。北周建德六年（577年），周武帝率军攻下邺城，北齐灭亡。阳休之、袁聿修、李祖钦、元修伯、司马幼之、崔达拏、源彪、李若、李元操、卢思道、顏之推、李德林、陆乂、薛道衡、元行恭、辛德源、王劭、陆开明等十八人随周武帝西行入长安。隋朝时，李祖钦官至总管府长史、南县子。有二子：李德琰、李德璋，官至鄂州司户参军。